# 1559
- Wikisource

| Calendário gregoriano                                                        | 1559 MDLIX                                            |
| Ab urbe condita                                                              | 2312                                                  |
| Calendário arménio                                                           | 1008 – 1009                                           |
| Calendário bahá'í                                                            | -285 – -284                                           |
| Calendário budista                                                           | 2103                                                  |
| Calendário chinês                                                            | 4255 – 4256 Início a 7 de fevereiro (aproximadamente) |
| Calendário copta                                                             | 1275 – 1276                                           |
| Calendário etíope                                                            | 1551 – 1552                                           |
| Calendários hindus - Vikram Samvat - Calendário nacional indiano - Cáli Iuga | 1614 – 1615 1480 – 1481 4659 – 4660                   |
| Calendário Holoceno                                                          | 11559                                                 |
| Calendário islâmico                                                          | 966 – 967                                             |
| Calendário judaico                                                           | 5319 – 5320                                           |
| Calendário persa                                                             | 937 – 938                                             |
| Calendário rúnico                                                            | 1809                                                  |
| Calendário solar tailandês                                                   | 2102                                                  |

1559 (MDLIX na numeração romana) foi um ano comum do século XVI do Calendário Juliano, da Era de Cristo, a sua letra dominical foi A (52 semanas), teve início a um domingo e terminou também a um domingo.
| Ano completo                    |
| ------------------------------- |
| Ano comum com início ao domingo |

## Eventos
- Elizabeth Tudor, é coroada rainha da Inglaterra.
- Margarida de Parma, torna-se regente dos Países Baixos, por nomeação de Filipe II de Espanha.
- Inicia-se oficialmente o tráfico de escravos vindos da África para o Brasil. Conhecido como Tráfico negreiro.
- 6 de Agosto - Confirmação da doação da capitania da ilha do Faial e da ilha do Pico, Açores a D. Álvaro de Castro.
- A freguesia das Manadas aparece pela primeira vez na documentação oficial como freguesia, embora se creia que a sua elevação a freguesia tenha sido em data anterior.
- 1 de Novembro - Data de Fundação da Universidade de Évora. O papa Paulo IV concede a criação de uma Universidade em Évora mas sem autorização para ensinar Medicina, Direito Civil e parte contenciosa de Direito Canónico.

## Nascimentos
- Janeiro
  - 1 de Janeiro - Virginia Eriksdotter, filha do rei Érico XIV da Suécia (m. 1633).
  - 4 de Janeiro - William Cobbold, organista e compositor inglês (m. 1639).
  - 25 de Janeiro - Aleixo de Menezes, Arcebispo de Goa, Arcebispo de Braga, e Vice-rei de Portugal (m. 1617).
  - 27 de Janeiro - Roch Dargillières, organista e construtor de órgãos francês (n. ?).
- Fevereiro
  - 7 de Fevereiro - Catarina de Bourbon, também chamada de Catarina de Navarra, princesa da França (m. 1604).
  - 18 de Fevereiro - Isaac Casaubon, filólogo, erudito, humanista e reformador alemão (m. 1614).
  - 18 de Fevereiro - Filipe II de Baden  (m. 1588).
  - 21 de Fevereiro - Nurhachi, Imperador da China (m. 1626).
- Março
  - 9 de Março - Demetrio Canevari, médico e filósofo italiano (m. 1625).
  - 18 de Março - Fronton du Duc, teólogo e historiador francês (m. 1624).
  - 26 de Março - Wolfdietrich von Raitenau, Arcebispo de Salzburgo (1587) (m. 1617).
- Abril
  - 2 de Abril - Friedrich Runge, teólogo luterano alemão (m. 1604).
  - 10 de Abril - Melchior Jöstel, médico e matemático alemão (m. 1611).
  - 13 de Abril - Matsudaira Nobuyasu, Senhor do Castelo Okazaki, filho mais velho de Tokugawa Ieyasu (1543-1616) (m. 1579).
- Maio
  - 1 de Maio - Filippo Massini, literato e poeta italiano (m. 1618).
  - 12 de Maio - Johann Georg Gödelmann, jurista e diplomata alemão (m. 1611).
  - 15 de Maio - Joachim III, Freiher (barão) de Maltzan, Alemanha (m. 1625).
- Junho
  - 20 de Junho - Doroteia Úrsula de Baden-Durlach (m. 1583).
- Julho
  - 2 de Julho - Ludwig Iselin, jurista suíço e Professor de Direito (m. 1612).
  - 22 de Julho - Lorenzo da Brindisi, confessor e presbítero italiano (m. 1619).
- Setembro
  - 3 de Setembro - Dorothea Maria, filha de Christoph, Duque de Württemberg (1515-1568), casada com Otto Henrique (1556-1604), príncipe eleitor do Palatinato-Sulzbach (m. 1639).
  - 21 de Setembro - Lodovico Cardi Cigoli, pintor e arquiteto italiano (m. 1613).
  - 29 de Setembro - Jean Chenu, advogado, jurisconsulto e historiador francês (m. 1627).
  - 30 de Setembro - Johannes Brantius, Johann Brantz', filólogo alemão e sogro do renomado pintor Rubens (1577-1640) (m. 1639).
- Outubro
  - 6 de Outubro - Hans Steensen, erudito escandinavo (m. 1594)
  - 12 de Outubro, Jacques Sirmond, erudito, historiador eclesiástico e jesuíta francês (m. 1651).
  - 21 de Outubro - Petrus Heigius, Peter Heige, jurista alemão  (m. 1599).
- Novembro
  - 4 de Novembro - Sebastian Bloss, professor de Medicina e médico alemão (m. 1627).
  - 8 de Novembro - Salomon Geßner, teólogo e pregador alemão (m. 1605).
  - 10 de Novembro - Christoph Brouwer, historiador eclesiástico e teólogo holandês (m. 1617).
  - 13 de Novembro - Alberto de Habsburgo, cardeal e arquiduque da Áustria (m. 1621).
- Dezembro
  - 13 de Dezembro - Maximilian de Béthune, Duque de Sully e par da França (m. 1641).
  - 13 de Dezembro - Hugo II, Senhor de Schönburg (m. 1606).
  - 14 de Dezembro - Lupércio Leonardo de Argensola, dramaturgo e poeta espanhol (m. 1613).
  - 28 de Dezembro - Raphael Eglin, teólogo suíço e reformador católico (n. 1622).

## Mortes
- Janeiro
  - 1 de Janeiro - Cristiano III, Rei da Dinamarca e da Noruega (n. 1503).Cristiano III da Dinamarca e da Noruega

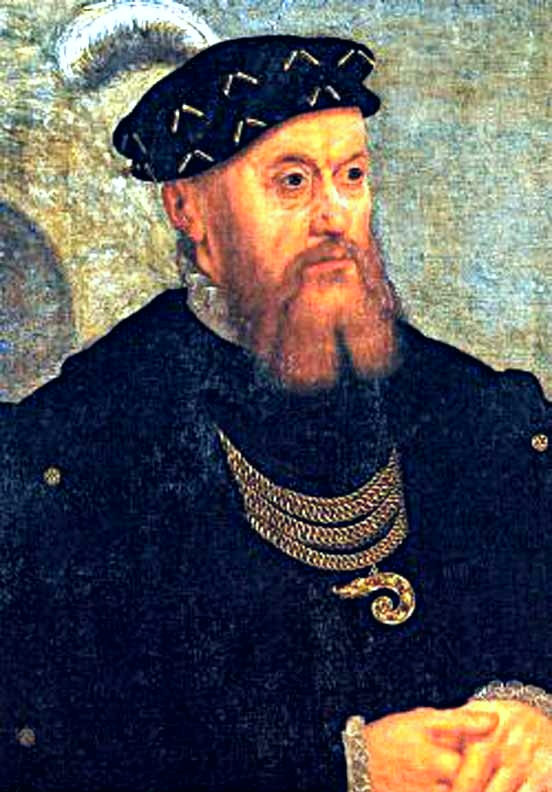
Cristiano III da Dinamarca e da Noruega

  - 1 de Janeiro - Giovanni dell' Abbate, pintor, escultor e estucador italiano (n. 1512)
  - 4 de Janeiro - Matthäus Ratzenberger, médico e reformador alemão (n. 1501).
  - 11 de Janeiro - Hermannus Brassius, teólogo e pregador holandês (n. 1510).
  - 13 de Janeiro - Francisco de Salinas, teórico e organista italiano (n. 1513).
  - 18 de Janeiro - Roberto de' Nobili, cardeal italiano (n. 1541).
  - 23 de Janeiro - Heinz von Lüder, também conhecido como Hentz von Lewther, reformador alemão (n. 1490).
  - 24 de Janeiro - Johann Geyling, teólogo luterano alemão (n. 1495).
  - 25 de Janeiro - Cristiano II, Rei da Dinamarca e da Noruega (n. 1481).
  - 29 de Janeiro - Thomas Pope, político inglês e fundador do Colégio Trinity, em Oxford - Inglaterra (n. 1507).
- Fevereiro
  - 9 de Fevereiro - Melchior Trost, arquiteto e construtor alemão (m. 1500).
  - 12 de Fevereiro - Ottheinrich, Príncipe-eleitor do Palatino (n. 1502).Ottheinrich, quadro de Georg Pencz

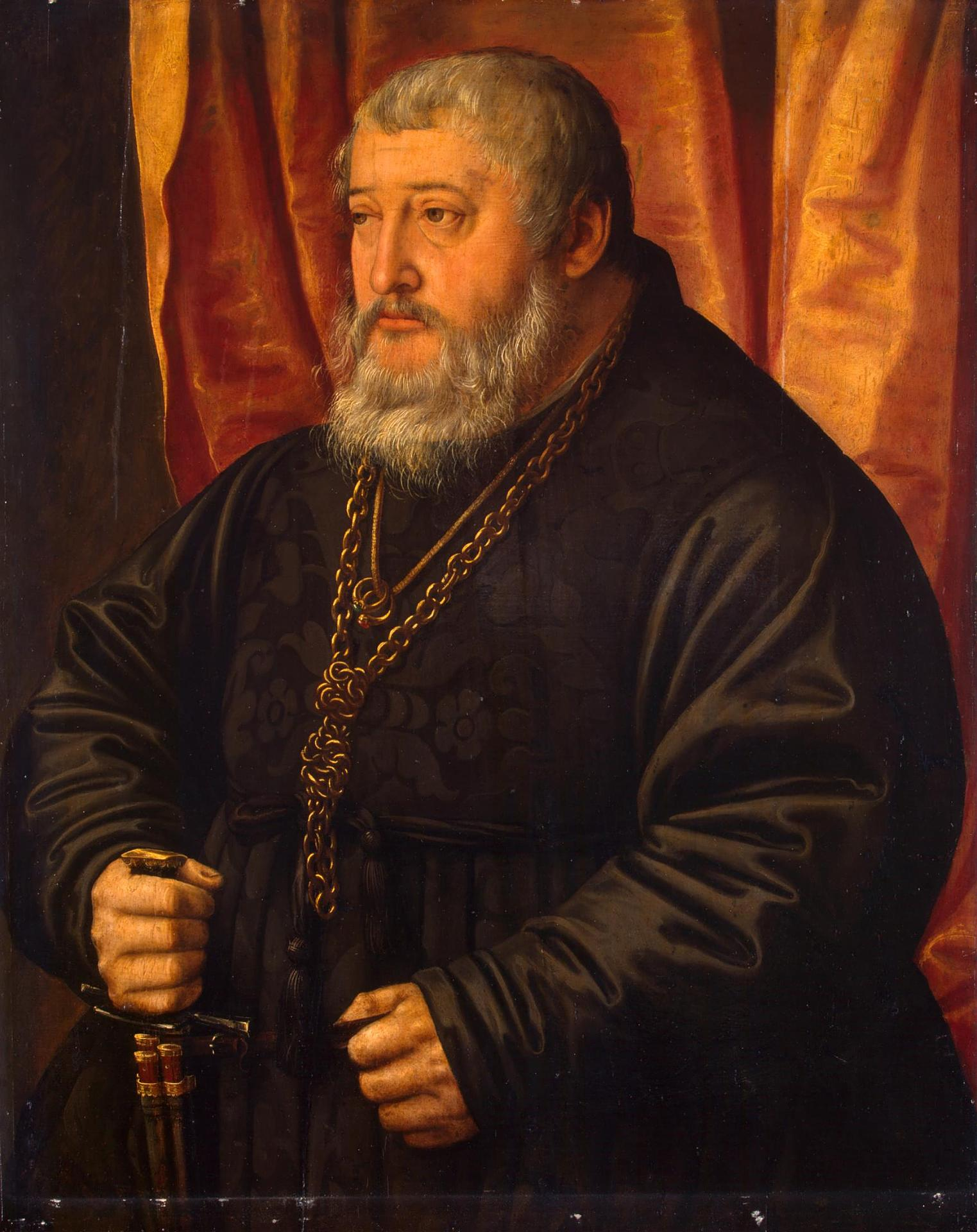
Ottheinrich, quadro de Georg Pencz

  - 14 de Fevereiro - Philipp I, Duque de Pommerania-Wolgast, filho de Matilde da Baviera (1532 - 1565) (n. 1515).
  - 16 de Fevereiro - Lattanzio Ragnoni, jurista e político italiano (n. 1509).
  - 28 de Fevereiro - Petrus Dasypodius, Peter Hasenfratz, humanista, lexicógrafo e bibliófilo suíço (n. ?).
- Março
  - 8 de Março - Thomas Tresham, político e líder católico inglês.
  - 13 de Março - Johann Gropper, jurista e cardeal alemão (n. 1503).
  - 13 de Março - Johannes Gropperius, teólogo católico e jurista alemão (n. 1503).
  - 14 de Março - Jacques d'Auchy, mártir anabatista (n. ?).
  - 16 de Março - Anthony St. Leger, político irlandês (n. 1496).
  - 17 de Março - Jost von Meggen, cronista e político sueco (n. 1509).
  - 23 de Março - Cláudio da Etiópia, Negus da Etiópia (n. 1522).
  - 23 de Março - Fernão Lopes de Castañeda, historiador português (n. 1500).
  - 30 de Março - Adam Ries, matemático alemão (n. 1492).
  - 31 de Março - Brás de Barros, também conhecido como Frei Brás de Braga, colaborador de D. João III na Universidade de Coimbra (n. c1500).
- Abril
  - 8 de Abril - Leo Lösch von Hilkershausen, Bispo de Frisinga - Alemanha (n. ?).
  - 18 de Abril - Regnerus Praedinius, humanista holandês (n. 1510)
  - 24 de Abril - Nicolas Payen, compositor e maestro de cappella franco-flamengo (n. 1512)
- Maio
  - 1 de Maio - Matthias Garbitius - filólogo e professor de grego alemão (n. c1505).
  - 9 de Maio - Lukas Ritter, militar sueco (n. 1500).
  - 19 de Maio - Pierre Doré, Pietrus Auratus, controversista francês (n. 1500).
  - 21 de Maio - Augustino Cazalla, reformador e teólogo espanhol (n. 1510).
  - 22 de Maio - Virgílio Rosário, cardeal espanhol e Bispo de Ischia - Itália (n. 1499).
- Junho
  - 25 de Junho - Antonio Trivulzio, O Jovem, Bispo de Toulon - França (n. 1514)
- Julho
  - 10 de Julho - Henrique II, Rei da França (n. 1519).Henrique II, rei da França, de François Clouet

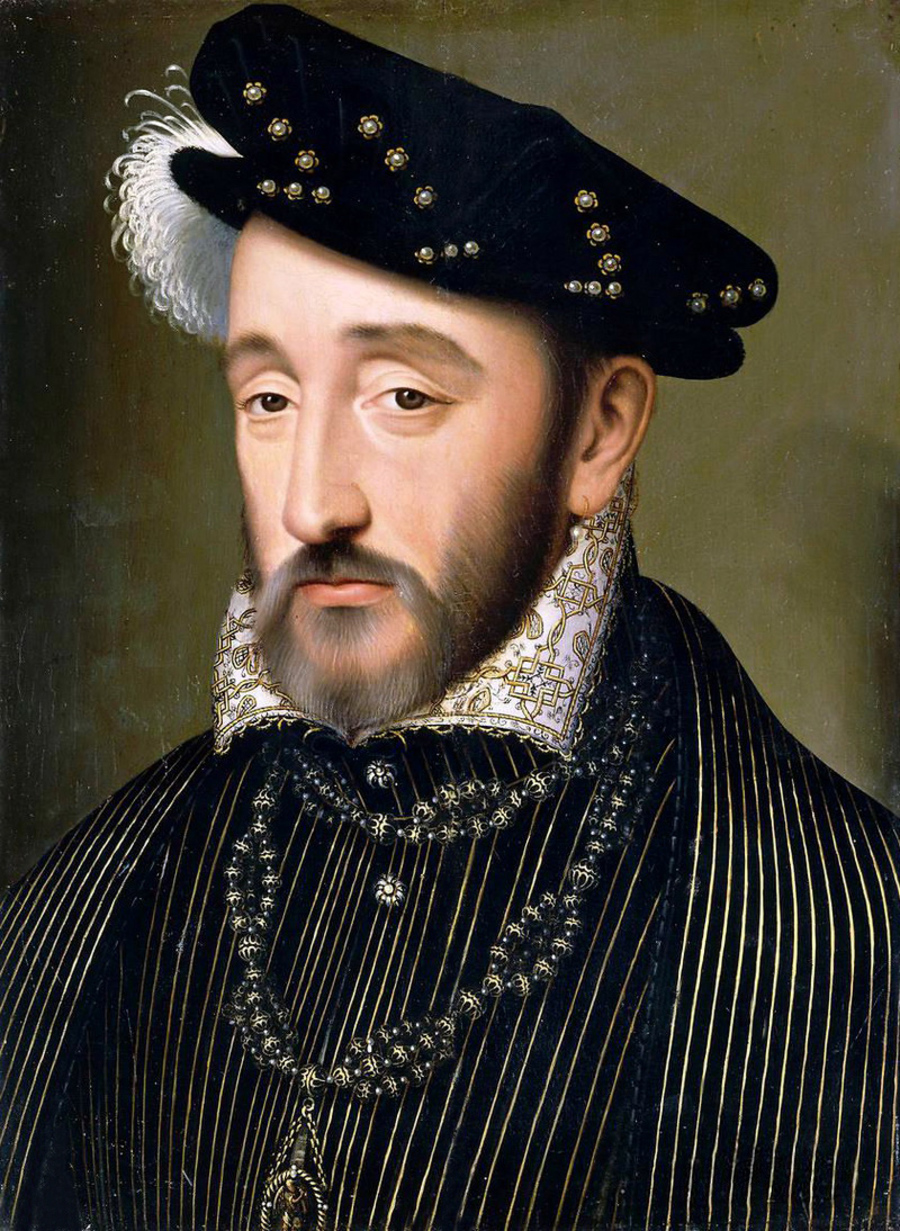
Henrique II, rei da França, de François Clouet

  - 19 de Julho - Hieronymus Boner, tradutor, filólogo italiano e Professor de Filosofia (n. 1500)
  - 23 de Julho - Franciscus Duarenus, humanista, jurista e Professor de Direito da Universidade de Bourges, na França (n. 1509)
- Agosto
  - 3 de Agosto - Andreas von Barby, Bispo de Lübeck e político dinamarquês (n. 1508).
  - 15 de Agosto - Luigi Lippomano, hagiógrafo italiano (n. 1500)
  - 17 de Agosto - Lorenzo Priuli, dodge de Veneza (n. 1489).
  - 18 de Agosto - Paulo IV, Papa de 23 de Maio de 1555 até sua morte (n. 1476).
  - 25 de Agosto - Nicholas Tacitus Zegers, exegeta belga (n. ?).
  - 28 de Agosto - Giovanni Battista Consiglieri, cardeal italiano (n. 1491).
  - 30 de Agosto - Pierre Galland, erudito e professor universitário francês (n. 1500).
- Setembro
  - 1 de Setembro - Ludwig Dietz, impressor e editor alemão (n. ?).
  - 6 de Setembro - Garofalo, Benvenuto Tisio', pintor italiano (n. 1481)
  - 7 de Setembro - Robert Estienne, Robertus Stephanus, impressor, editor e gramático francês (n. 1503).
  - 9 de Setembro - Hans Glockengießer III, teólogo luterano alemão (n. 1490)
  - 10 de Setembro - Anthony Denny, confidente de Henrique VIII (n. 1501).
  - 15 de Setembro - Isabella Jagiełło, rainha da Hungria e esposa de János Zápolya (1487-1540) (n. 1519).
  - 15 de Setembro - Hieronymus Grestius, teólogo luterano e historiador alemão (n. ?)
  - 25 de Setembro - Mircea V Ciobanul, voivoda (príncipe) da Valáquia.
  - 27 de Setembro - Tilemann Schnabel, teólogo e reformador alemão (n. 1475).
- Outubro
  - 2 de outubro - Jacques de Mântua, Jachet de Mantoue, compositor francês ativo na Itália (n. 1483).
  - 3 de Outubro - Ercole II, Duque d’Este, de Ferrara, filho de Lucrezia Borgia (n. 1508).
  - 4 de outubro - Felipe de Nassau III, Philipp III', Conde de Nassau-Weilburg (n. 1504).
  - 5 de Outubro - Giovanni Battista Folengo, monge e teólogo italiano (n. 1490).
  - 6 de Outubro - Guilherme I de Nassau, Conde de Dillenburg (n. 1487).
  - 6 de Outubro - Hans Löser, marechal e político alemão (n. 1614).
  - 29 de outubro - Luigia Torelli, Condessa de Guastalla (n. 1500).
- Novembro
  - 2 de Novembro - Filippo Tornabuoni, bispo católico italiano.
  - 5 de Novembro - Kano Motonobu, pintor e fundador de uma escola de pintura em Kyoto (n. 1476).
  - 10 de Novembro - Jakob Milich, matemático e médico alemão (n. 1501).
  - 18 de Novembro - Cuthbert Tunstall, Bispo de Londres (1522) e de Durham (1530) (n. 1474).
  - 18 de Novembro - Erasmus Sarcerius, teólogo luterano alemão (n. 1501)
  - 18 de Novembro - Ralph Baines, último bispo católico inglês de Lichfield e de Coventry (n. 1504).
  - 20 de Novembro - Kaspar Brusch, humanista, teólogo católico e historiador alemão (n. 1518).
  - 20 de Novembro - Frances Brandon, Duquesa de Suffolk (n. 1517).
  - 25 de Novembro - Antoine Sanguin de Meudon, Bispo de Orléans (n. 1493).
  - 26 de Novembro - Juán Alfonso Perez de Guzman, 6o Duque de Medina-Sidonia (n. 1503).
- Dezembro
  - 1 de Dezembro - Girolamo Recanati Capodiferro, bispo e cardeal italiano (n. 1502).
  - 4 de Dezembro - Girolamo Dandini, Bispo de Ímola (n. 1509).
  - 12 de Dezembro - Andreas Aurifaber, médico alemão (n. 1514).
  - 13 de Dezembro - Michael Caelius, teólogo luterano e reformador alemão (n. 1492).
  - 23 de Dezembro - Anne du Bourg, humanista e magistrado francês (n. 1521).
  - 26 de Dezembro - Georg von Komerstadt, conselheiro do duque da Saxônia (n. 1498).